# Dunja Fališevac
Dunja Fališevac (Požega, 3. veljače 1946.), hrvatska akademkinja, filologinja, književna povjesničarka.

## Životopis
Rođena je 3. veljače 1946. u Požegi. Klasičnu gimnaziju završila je u Zagrebu. Na Filozofskom fakultetu u Zagrebu studirala je od 1964. do 1970. jugoslavenske jezike i književnosti kao prvi i komparativnu književnost kao drugi glavni predmet. Poslijediplomski studij književnosti završila je na Filozofskom fakultetu u Zagrebu i magistrirala obranivši rad Književnopovijesne osobine hrvatske srednjovjekovne proze 1974. godine. Doktorski rad pod naslovom Poezija Dživa Bunića Vučića obranila je na istom fakultetu 1983. godine.
Od 1971. godine zaposlena je kao asistent na Katedri za stariju hrvatsku književnost u Odsjeku za jugoslavistiku (danas kroatistiku) Filozofskoga fakulteta u Zagrebu. Godine 1984. izabrana je za docenta, 1988. godine za izvanrednog, a godine 1992. za redovnog profesora za znanstveno područje filologije na Katedri za stariju hrvatsku književnost u Odsjeku za kroatistiku Filozofskoga fakulteta u Zagrebu, gdje radi do umirovljenja 2015. Nakon toga izabrana je u zvanje professor emerita Sveučilišta u Zagrebu. Upisana je u registar istraživača u znanstvenoistraživačkom zvanju znanstvenog savjetnika (mat. broj 011454).
Urednica je jedne od nastarijih Akademijinih edicija: Građa za povijest književnosti hrvatske. Nekoliko puta predavala je ili bila voditeljica kolegija na poslijediplomskom studiju književnosti na Filozofskom fakultetu u Zagrebu, Zadru i Osijeku. Bila je mentorica pri izradi brojnih diplomskih radova, bila je ili jest mentor ili član povjerenstva u nekolikim magistarskim radovima i doktoratima. Godine 1989. bila je voditeljica međunarodnog znanstvenog skupa Hrvatski književni barok u okviru projekta "Europski barok" (u organizaciji Europskog savjeta), te g. 1991. objavila zbornik pod istim naslovom. Bila je i sada je voditeljica nekoliko znanstvenih projekata vođenih pri Ministarstvu znanosti i tehnologije Republike Hrvatske.
Nagrađena je 2014. Državnom nagradom za znanost za životno djelo za područje književnosti.

## Članstva
Redovita je članica Hrvatske akademije znanosti i umjetnosti od 2008. godine. Članica je Društva hrvatskih književnika, Hrvatskoga filološkoga društva, u kojem je obavljala neke funckije, Savjeta Hrvatske enciklopedije LZ Miroslav Krleža, redaktorica struke za Hrvatski biografski leksikon LZ Miroslav Krleža, članica uredništva edicije Stoljeća hrvatske književnosti. Nekoliko puta obavljala je dužnost zamjenika pročelnika u Odsjeku za kroatistiku Filozofskoga fakulteta u Zagrebu.
Bila je članica povjerenstva u brojnim izborima i reizborima, članica povjerenstva Ministarstva prosvjete RH za izradu nastavnog programa hrvatskog jezika i književnosti za srednje škole, recenzentica Ministarstva znanosti RH za nastavne programe i planove nekolikih fakulteta u Republici Hrvatskoj.